# (1757) Porvoo
(1757) Porvoo es un asteroide perteneciente al cinturón de asteroides descubierto por Yrjö Väisälä el 17 de marzo de 1939 desde el observatorio de Iso-Heikkilä, Finlandia.

## Designación y nombre
Porvoo fue designado inicialmente como 1939 FC.
Más adelante se nombró por la ciudad finesa de Porvoo.

## Características orbitales
Porvoo está situado a una distancia media de 2,351 ua del Sol, pudiendo alejarse hasta 2,648 ua. Tiene una excentricidad de 0,1261 y una inclinación orbital de 3,977°. Emplea 1317 días en completar una órbita alrededor del Sol.